# Gara Bucecea
Gara Bucecea este o gară din Bucecea, județul Botoșani, Moldova, România. Aceasta se află pe calea ferată Botoșani-Verești.